# 角野榮子
角野榮子（日语：角野栄子，1935年1月1日—）是日本東京出生的女性兒童文學、繪本、散文作家。代表性作品有繪本《大盜布拉布拉》、《褲子船長的故事》，以及小說《魔女宅急便》等。

## 生平
自早稻田大學畢業後，角野榮子曾在出版社裡就職，在25歲時移民到巴西居住兩年。之後角野以巴西的生活經歷；寫下個人文學處女作《少年路易、來到巴西》，但作品延在1970年才正式發表。
返回日本後，角野開始主攻創作兒童文學，以《大盜布拉布拉》一書獲得1982年第29屆的產經兒童出版文化獎的大獎，並以1985年發表的小說《魔女宅急便》得到當年的野間兒童文藝獎。《魔女宅急便》在發表數年後曾讓吉卜力工作室改編為同名動畫，於1989年在戲院上映。角野在2000年獲得日本政府肯定她的文藝成就，得授紫綬褒章的榮譽。2018年，獲頒授該年度國際安徒生文學獎作家獎。
除從事文學創作外，角野榮子也有從事翻譯過日本國外的兒童繪本、或是把一些如由安徒生等作家創作的童話給重新詮釋編寫的作品。

## 著作
- 1970年：少年路易、來到巴西
- 1979年：尼斯的女婿
- 1979年：好想吃義大利麵
- 1980年：我的媽媽是阿靜
- 1981年：大盜布拉布拉
- 1981年：褲子船長的故事
- 1985年：小熊的哈欠
- 1985～2009年：魔女宅急便系列
- 1987年：花姊姊的客人
- 1989年：松鼠的眼淚
- 1994年：我沒生病
- 1996年：小熊散步
- 1997年：蜥蜴微笑
- 1997年：爺爺的肉丸子湯
- 1999年：怪獸突突
- 2003年：蘋果寶寶
- 2000年：魔女圖鑑
- 2009年：琪拉的願望
- 2009年：寶寶要出生了